# علم الدین
علم الدین (زادہ: ۴ دسامبر ۱۹۰۸– درگذشته: ۳۱ اکتبر ۱۹۲۹) یک نجار مسلمان هندی بود که ناشر کتابی به نام ماهاشه راجپال را به دلیل انتشار کتاب رنگیله رسول که از سوی مسلمانان تحقیر کننده پیامبر اسلام (ص) بود، ترور کرد. او به خاطر این جنایت اعدام شد.

## زندگی‌نامه
علم الدین ۴ دسامبر ۱۹۰۸ در خانه‌ یک نجار به‌ اسم طالع مند در کوچه‌ چابک سوار در یک خانوادہ ای متوسط به‌ دنیا آمد۔ تحصیلات ابتدایی را در مدرسه‌ محل خود گذراند پس از آن به‌ شغل پدری پیوست۔

### قصه‌ راجپال
راجپال، یکی از ناشران ھندو مذھب در لاھور بود که‌ باانتشار کتابی توھین آمیز، پیامبر گرامی صلی الله‌ علیه‌ وسلم را مورد اھانت قرار داد۔ این امر به‌ شدت احساسات مؤمنان را جریحه‌ دار کرد و موج خشم مسلمانان را بر انگیخت؛ رھبران مسلمان خواستار مصادرہ کتاب و اقدام حقوقی علیه‌ ناشر راجپال  شدند۔ امامتاسفانه‌ دولت آن وقت انگلیس، راجپال را تنھا به‌ ۴ ماہ حبس محکوم کرد، و تقاضای مصادرہ کتاب رد شد۔ در این گیرودار، مجاھدانی شدند که‌ راجپال را واصل جھنم کنند و اول از ھمه‌ فردی به‌ نام خدا بخش در ۲۴ دسامبر ۱۹۲۸ به‌ شاتم رسول راجپال حمله‌ کرد، اما راجپال برای نجات جان خود فرار کرد۔ خدا بخش دستگیر شد و به‌ ھفت سال زندان محکوم شد۔ در مرحله‌ دوم، مردی افغانستان به‌ نام مجاھد عبدالعزیز با کفن از خانه‌ خارج شد و در لاھور  وارد مغازہ راجپال شد، ولی آن بدبخت در مغازہ نبود۔ بنا بر این، راجپال یک بار دیگر نجات یافت؛ شاید کہ سرنوشت فرستادن او به‌ جھنم به‌ اسم غازی علم الدین رقم خوردہ بود۔ بنا بر روایات مختلف و اقوال، علم الدین روزی پس از دیدن اژدھام جمعیت در دروازہ دھلی (لاھور) که‌ در آن سخنرانی علیه‌ راجپال انجام می شد توقف کرد و آنچه‌ بیش از ھمه‌ علم الدین را غمناک و خشمگین کرد، گستاخی راجپال نسبت به‌ پیامبر اکرم  صلی الله‌ علیه‌ وسلم بود۔ علم الدین به‌ خانه‌ برگشت و تایید این ماجرا را از پدرش گرفت و پس از آن باکمک دوستش شیدہ آ درس و نشانی مغازہ راجپال را پیدا کرد۔ 
در جایی دیگر نیز نقل شدہ است که‌ پس از تایید ھمه‌ این مطالب، قلب علم الدین نا آرام شد۔ آن گاہ شبی در خواب بزرگواری را دید که‌ به‌ علم الدین گفت: به‌ پیامبر گرامی صلی الله‌ علیه‌ وسلم دشنام می دھند و تودر خوابی، برخیز و عجله‌ کن۔ بعد از این خواب، علم الدین بلا فاصلہ برخاست و به‌ خانہ دوستش شیدہ رسید۔ پس از ملاقات با اُو، متوجه‌ شد که‌ شیدہ نیز چنین خوابی را دیدہ است۔ لذا بین ھر دو بحث شد که‌ چه‌ کسی این کار را انجام بدھد، زیرا ھر دو می خواستند این توفیق نصیب او شود، لذا تصمیم گرفتند برای کار قرعه‌ بیندازند، و سه‌ بار قرعه‌ به‌ اسم علم الدین در آمد۔ پس از آن شدہ محبور به‌ عقب نشینی شدو علم الدین آمادہ انجام وظیفه‌ شد۔
در ساعت ظھر ۶ آوریل ۱۹۲۹ وارد مغازہ راجپال شد و بایک ضربه‌ عمیق کار راجپال را تمام کرد، متعاقبا، علم الدین مسؤلیت این واقعه‌ را پذیرفت و برای دستگیری تسلیم شد۔ پس از دستگیری، پروندہ  ادامه‌ یافت و در ۲۲ مه ۱۹۲۹، دادگاہ حکم اعدام علم الدین را صادر کرد۔ آقای محمد علی جناح از دادگاہ عالی درخواست تجدید نظر حکم کرد۔ ۷ ژوئیه ۱۹۲۹، زمانی که‌ علم الدین بار دیگر در دادگاھی مملو از جمعیت مسؤلیت این واقعه‌ را پذیرفت، درخواست تجدید نظر متفی شد و دادگاہ عالی حکم اعدادم علم الدین را محددًا اعادہ کرد، بدین ترتیب وقتی خبر رد تجدید نظر به‌ علم الدین رسید، خوشحال شد و گفت: ’’خدارا شکر، ھمین را می خواستم که‌ جانم را فدای ناموس پیامبراکرم صلی الله‌ علیه‌ وسلم کنم و این برای من آرامش ابدی است‘‘۔

## مرگ
پنجشنبه‌ ۳۱ اکتبر ۱۹۲۹، روز بزرگی در تاریخ شھر میانوالی است، زیرا در آن روز شیردل علم الدین که‌ خود را فداسی حرمت پیامبر اکرم صلی الله‌ علیه‌ وسلم کردہ بود، در زندان میانوالی به‌ شھادت رسید۔علم الدین قبل از اعدادم طبق معمول نماز تھجد را به‌ جای آورد، سپس بعد از نماز فجر رو به‌ قبله‌ نشست و در این بین داروغه‌ زندان آمد و به‌ او اطلاع داد کہ ساعتی کہ منتظرش بودی فرا رسیدہ است۔ که‌ عاشق جانباز گفت! من ھم با خوشحالی آمادہ ام، دو رکعت نماز شکر ادا کرد و به‌ حضار گفت که‌ راجپال را برای حفظ حرمت پیامبر اکرم صلی الله‌ علیه‌ وسلم کشتہ ام۔ ھمگی شاھد باشید که‌ من باخواندن کلمه‌ شھادت در عشق پیامبر اکرم صلی الله‌ علیه‌ وسلم می میرم۔ پس از آن به‌ سوی تخت شھادت آمد، آن را بوسید، زیرا ھر چیزی را که‌ او را به‌ بارگاہ پیامبر برساند، مبارک می شمرد۔ با سقوط تخته‌، روح شھید با نھایت آرامش و طمانینه‌ به‌ پرواز در آمد۔ او در دو انقباض بدنش را ندید ۔
۴ نوامبر ۱۹۲۹ ھیئتی از شخصیت ھای برجسته‌ مسلمان بافرماندار پنجاب ملاقات کردند و خواستار آوردن پیکر عاشق رسول صلی الله‌ علیه‌ وسلم از میانوالی به‌ لاھور شدند که‌ در ۱۳ نوامبر ۱۹۲۹ ھیئتی به‌ ریاست قاضی میرزا مھدی حسن و سید مراتب علی شاہ عازم میانوالی شد۔۱۴ نوامبر جسد خاکی شھید دریافت شد و در روز ۱۵ نوامبر پیکر علم الدین به‌ علامہ محمد اقبال و سر محمد شفیع در لاھور تحویل دادہ شد۔

### تشیع جنازہ
درمیان تشییع جنازہ در تاریخ اسلام، تشییع جنازہ علم الدین شھید از بزرگترین تشییع جنازہ ھای تاریخ لاھور محسوب می شود۔ جمعیت مردم تا پنج و نیم مایل بود و کم و بیش ۶۰۰ ھزار تن  در آن حضور داشتند۔ مولانا ظفر علی خان، علامه‌ اقبال و سید دیدار علی شاہ ریاست تشییع جنازہ را بر عھدہ داشتند۔ نماز میت اول را مولانا شمس الدین خطیب مسجد وزیر خان اقامه‌ کرد و نماز میت دوم را سید محمد دیدار علی شاہ الوری محدث لاھوری اقامه‌ کرد و در این مناسبت تاریخی حضرت علامہ اقبال فرمودہ بود که‌ ما بودیم و تمام عمر فلسفه‌ می خواندیم، ولی در محبت رسول خدا نتوانستیم مقامی کسب کنم، در حالی که‌ علم الدین چنان باب عشق رسول را احیا کرد که‌ در چند لحظه‌ مقام و رتبه‌ شھید و  غازی را از آن خود کرد۔

### مرقد
مرقد علم الدین در قبرستان میانی صاحب ، لاھور آماجگاہ خاص و عام است و ھمه‌ ساله‌ در ۳۱ اکتبر جشن بزرگداشت آن حضرت باشکوہ برگزار می گردد۔